# Diocesi di Centuriones
La diocesi di Centuriones (in latino: Dioecesis Centurionensis) è una sede soppressa e sede titolare della Chiesa cattolica.

## Storia
Centuriones, identificabile con le rovine di El-Kentour nell'odierna Algeria, è un'antica sede episcopale della provincia romana di Numidia.
Sono quattro i vescovi noti di questa antica diocesi africana. Il vescovo Nabor prese parte alla riunione episcopale tenuta a Cirta il 5 marzo 305 sotto la presidenza di Secondo di Tigisi, primate di Numidia, per procedere all'ordinazione del nuovo vescovo di Cirta, Silvano, eletto in seguito alla morte di Paolo; Nabor fu tra i pochi vescovi non condannati per aver distrutto i libri e il vasellame sacro durante la persecuzione di Diocleziano del 303.
Alla conferenza di Cartagine del 411, che vide riuniti assieme i vescovi cattolici e donatisti dell'Africa romana, fu presente il donatista Gennaro (Ianuarius); la sede in quell'occasione non aveva un vescovo cattolico.
Terzo vescovo noto è Firmiano, il cui nome appare al 6º posto nella lista dei vescovi della Numidia convocati a Cartagine dal re vandalo Unerico nel 484; Firmiano era già deceduto all'epoca della redazione di questa lista.
Infine, nel 1924 a Telerghma fu scoperta una placca di piombo, con una lunga iscrizione, datata al 636, che si riferiva al verbale di una deposizione di reliquie, alla quale assistettero 4 vescovi africani, tra cui Felice di Centuriones.
Dal 1933 Centuriones è annoverata tra le sedi vescovili titolari della Chiesa cattolica; dal 2 aprile 2014 il vescovo titolare è Vasyl' Tučapec', O.S.B.M., esarca arcivescovile di Charkiv.

## Cronotassi

### Vescovi residenti
- Nabor † (prima del 303 - dopo il 305)
  - Gennaro † (menzionato nel 411) (vescovo donatista)
- Firmiano † (prima del 484)
- Felice † (menzionato nel 636)

### Vescovi titolari
- Alberto Trevisan, S.A.C. † (25 febbraio 1964 - 19 marzo 1998 deceduto)
- Kiro Stojanov (4 gennaio 1999 - 20 luglio 2005 nominato vescovo di Skopje)
- Renato Pine Mayugba (18 ottobre 2005 - 12 ottobre 2012 nominato vescovo di Laoag)
- Vasyl' Tučapec', O.S.B.M., dal 2 aprile 2014